# Volksabstimmungen in der Schweiz 1903
Dieser Artikel bietet eine Übersicht der Volksabstimmungen in der Schweiz im Jahr 1903.
In der Schweiz fanden auf Bundesebene vier Volksabstimmungen statt, im Rahmen zweier Urnengänge am 15. März und 25. Oktober. Dabei handelte es sich um zwei fakultative Referenden, eine Volksinitiative und ein obligatorisches Referendum.

## Abstimmung am 15. März 1903

### Ergebnis
| Nr. | Vorlage                                               | Art | Stimm- berechtigte | Abgegebene Stimmen | Beteiligung | Gültige Stimmen | Ja      | Nein    | Ja-Anteil | Nein-Anteil | Stände | Ergebnis |
| --- | ----------------------------------------------------- | --- | ------------------ | ------------------ | ----------- | --------------- | ------- | ------- | --------- | ----------- | ------ | -------- |
| 60  | Bundesgesetz betreffend den schweizerischen Zolltarif | FR  | 768'125            | 562'869            | 73,27 %     | 557'124         | 332'001 | 225'123 | 59,59 %   | 40,41 %     | –      | ja       |

### Zolltarifgesetz
Da die Neuverhandlung mehrerer Handelsverträge bevorstand, bereitete der Bundesrat ab 1898 eine Revision des Zolltarifs vor. Unter dem Eindruck der Schutzzollpolitik anderer Staaten forderten der Handels- und Industrieverein, der Gewerbeverband und der Bauernverband höhere Einfuhrzölle. Nach Verhandlungen zwischen den zuständigen Departementen und den Spitzenverbänden präsentierte der Bundesrat im Februar 1902 einen neuen Generaltarif mit 1164 Zollpositionen. Das Parlament unterstützte die Zollerhöhungen, wobei es dem Bauernverband durch intensives Lobbying gelang, die Vorlage zu seinen Gunsten abzuändern. Die Wirtschaftsverbände bildeten ein gemeinsames Aktionskomitee zugunsten der Vorlage. Sie bezeichneten die Zollaufschläge als massvoll und wiesen darauf hin, dass sie vor allem als taktische Grundlage dienten, um die Verhandlungsposition der Schweiz mit ihren Handelspartnern zu stärken. Die in der «Liga gegen den Zolltarif» organisierten Gegner bemängelten vor allem, dass die Ausgestaltung des Zolltarifs zu einer Verteuerung von Lebensmitteln und weiteren Konsumgütern führen werde. Damit widerspreche er auch dem Artikel 29 der Bundesverfassung, der eine tiefe Belastung der Güter des täglichen Bedarfs vorschreibe. Ausserdem seien zollpolitische Gegenreaktionen zu befürchten. Knapp drei Fünftel der Stimmberechtigten nahmen den neuen Zolltarif an, was wohl vor allem auf die intensive Werbekampagne des Bauernverbands zurückzuführen war.

## Abstimmungen am 25. Oktober 1903

### Ergebnisse
| Nr. | Vorlage | Art | Stimm- berechtigte | Abgegebene Stimmen | Beteiligung | Gültige Stimmen | Ja      | Nein    | Ja-Anteil | Nein-Anteil | Stände | Ergebnis |
| --- | --- | --- | ------------------ | ------------------ | ----------- | --------------- | ------- | ------- | --------- | ----------- | ------ | -------- |
| 61  | Bundesgesetz betreffend Ergänzung des Bundesgesetzes über das Bundesstrafrecht der schweizerischen Eidgenossenschaft vom 4. Februar 1853 | FR  | 768'105            | 408'885            | 53,22 %     | 381'779         | 117'694 | 264'085 | 30,83 %   | 69,17 %     | –      | nein     |
| 62  | Eidgenössische Volksinitiative «für die Wahl des Nationalrates aufgrund der Schweizer Wohnbevölkerung»                                   | VI  | 768'105            | 409'039            | 53,25 %     | 390'216         | 095'131 | 295'085 | 24,38 %   | 75,62 %     | 4:18   | nein     |
| 63  | Bundesbeschluss betreffend Abänderung des Art. 32bis der Bundesverfassung (Kleinhandel mit geistigen Getränken)                          | OR  | 768'105            | 407'852            | 53,09 %     | 384'871         | 156'777 | 228'094 | 40,73 %   | 57,27 %     | 4:18   | nein     |

### Ergänzung des Bundesstrafrechts
Im August 1901 rief die in Genf erscheinende sozialistische Zeitung Le Peuple de Genève soeben einberufene Soldaten dazu auf, sich im Falle eines Fehlverhaltens von Offizieren selbst Recht zu verschaffen. Die Bundesbehörden betrachteten diesen Appell als nicht tolerierbare «Aufreizung zur Widersetzlichkeit und zum Aufruhr», was die Sicherheit des Landes gefährde. Eine strafrechtliche Handhabe gegen die Anstiftung zur groben Verletzung militärischer Dienstpflichten bestand jedoch nur für den Aktivdienst. Noch im selben Jahr stellte der Bundesrat den Antrag, die Gesetzeslücke zu schliessen. Opposition gegen eine entsprechende Ergänzung des Bundesstrafrechts kam im Parlament nur von ganz links, worauf die Sozialdemokratische Partei ein Referendum gegen das von ihr so bezeichnete «Maulkrattengesetz» zustande brachte. Die Befürworter hielten das Gesetz für notwendig, um die militärische Disziplin und damit eine wehrhafte Armee aufrechtzuerhalten, aber auch um «arglose Soldaten gegen gewissenlose böswillige Einflüsterer» zu schützen. Sozialdemokraten und Grütliverein bekämpften das Gesetz vehement und betrachteten es als Angriff auf die Presse- und Meinungsfreiheit. Letztlich war das Gesetz chancenlos, denn die Stimmberechtigten verwarfen es mit über zwei Drittel der Stimmen.

### Mandatsverteilung des Nationalrates
In der zweiten Hälfte des 19. Jahrhunderts hatte sich der Anteil der ausländischen Wohnbevölkerung mehr als verdoppelt, wobei sich die zugezogenen Ausländer sich vor allem in Kantonen mit grossen Städten niederliessen. Dies führte zu Diskussionen über die Berechnungsgrundlage zur Verteilung der Sitze im Nationalrat aus, da sie auf der Gesamtbevölkerung basierte und die Bedeutung ländlicher Kantone dadurch laufend abnahm. 1897 reichten die Nationalräte Charles-Eugène Fonjallaz und Candid Hochstrasser eine Motion ein, wonach bei der Mandatsverteilung die Ausländer nicht mehr mitberücksichtigt werden sollten. Nachdem die Motion abgelehnt worden war, brachten Fonjallaz und Hochstrasser mithilfe des Zürcher Bauernbunds eine Volksinitiative zustande. Sie verfolgten damit die Absicht, das politische Gewicht der bäuerlichen Landbevölkerung auf Kosten der Städte zu stärken. Die Initiative trug deutlich fremdenfeindliche Züge und machte die ausländische Bevölkerung erstmals zum Streitobjekt. Den weitgehend isolierten Initianten standen sowohl die FDP als auch die SP gegenüber. Sie argumentierten, eine Schwächung der Städte sei aufgrund ihrer wirtschaftlichen Bedeutung nicht hinnehmbar. Ebenso würden auch die Ausländer zum Wohlstand beitragen und seien genauso den erlassenen Gesetzen unterworfen wie die Schweizer. Über drei Viertel der Stimmberechtigten lehnten die Initiative ab, eine Mehrheit fand sie nur in den Kantonen Freiburg, Nidwalden, Obwalden, Uri und Wallis.

### Kleinhandel mit geistigen Getränken
1885 und 1887 hatten die Stimmberechtigten dem Bund die Kompetenz erteilt, Produktion und Verkauf von gebrannten Wassern gesetzlich zu regeln und darauf Steuern zu erheben. Ausgenommen blieben jedoch nicht gebrannte alkoholische Getränke. Diese liberale Haltung führte zu einem starken Anstieg des Konsums von Wein und Bier. Eine 1895 überwiesene Motion verlangte deshalb, die Untergrenze für den freien Handel von zwei auf zehn Liter heraufzusetzen. Dadurch sollten den zahlreichen unregulierten «Zweiliterwirtschaften» ein Ende gesetzt und als Folge davon der zunehmende Alkoholismus bekämpft werden. Erforderlich war eine Änderung von Artikel 32bis der Bundesverfassung. 1901 folgte das Parlament dem entsprechenden Antrag des Bundesrates. Der Abstimmungskampf bewegte die Gemüter nur wenig und stand im Schatten der anderen beiden Vorlagen an diesem Wochenende. Selbst die politisch aktiver werdende Abstinenzbewegung engagierte sich nur halbherzig, da sie mit ihren weiter gehenden Forderungen nicht durchgedrungen war. Bei mässiger Stimmbeteiligung verfehlte die Vorlage das erforderliche Volks- und Ständemehr deutlich.